# Eduardo Alfonso y Hernán
Eduardo Alfonso y Hernán (Madrid, 29 de novembre de 1894 - Madrid, 17 d'abril de 1991) va ser un metge naturista espanyol.
Estudià medicina al Col·legi de Cirurgia de San Carlos de Madrid fins al 1917, any en què es llicencià. Un any després, acabaria el seu doctorat. Santiago Ramón y Cajal fou un dels seus professors. El seu professor d'higiene va ser el doctor Rafael Forns, amb qui establiria amistat. Influït per Forns es va fer vegetarià aquest mateix any 1917, i només acabar el doctorat va marxar a Barcelona per exercir la medicina naturista amb Vander. Forns havia estat deixeble del famós doctor Josep de Letamendi i de Manjarrés i President Honorari de la primera "Societat Vegetariana Espanyola", que va ser fundada a Madrid pel comerciant català D. Juan Padrós Ros. Després de finalitzar el doctorat el 1919, es va traslladar a Barcelona per exercir com a metge naturista. A la ciutat Comtal, va fundar al costat de Federico Macé, pintor francès que practicava el naturisme, la revista vegetarià-naturista "Kosmos". Aquesta revista va canviar el seu nom, per suggeriment de doctor Jaramillo, pel d'Acció naturista, sent directors i propietaris de la mateixa els doctors Jaramillo, Ruiz Ibarra i Alfonso.
Fou nomentat president de la Federació Naturista Espanyola, constituida al Congrés Naturista celebrat a Sevilla. Durant la seva vida professional va atendre més d'onze mil pacients, entre els quals el fundador del PSOE, Pablo Iglesias, a què va assistir com a metge en els seus últims moments. Entre els nombrosos llibres que va escriure, podem trobar títols com La Atlántida, Gramática Jeroglífica Egípcia, El Egipto hermético, El Santo Grial, Gramática Jeroglífica, La iniciación, La religión de la naturaleza, Guía lírica del auditor de conciertos, Mis recuerdos, La masonería española en presidio i Problemas religiosos e Historia comparada de las religiones (aquests dos últims llibres van ser escrits durant la seva estada a la presó Central de Burgos). Els llibres de temàtica mèdica que va escriure van ser els següents: Compendio y Atlas de embriología, Manual de curación naturista, Curso de medicina natural en 40 lecciones, Nutrición humana y cocina vegetariana, La salud de los niños por la higiene natural, Cómo os cura la medicina natural, Nutrición humana y cocina vegetariana. El doctor Alfonso es va iniciar en la maçoneria el 6 de març de 1918, adoptant el nom simbòlic d'"Iris" i va ser apadrinat en la seva iniciació pel qual considerava que era el seu mestre espiritual, el jurista extremeny Mario Roso de Luna i pel metge naturista Casiano Ruiz Ibarra. La seva vida maçònica va finalitzar el 1921. A mitjans del mes d'abril de 1939, el Col·legi de Metges de Madrid li va obrir un expedient de depuració professional pel qual va ser inhabilitat durant sis mesos. El motiu va ser haver estat afiliat a la CNT durant la Guerra Civil espanyola. En l'expedient de depuració, el Dr. Alfonso nega haver estat maçó, però, el 1941, quan el Tribunal especial per a la repressió de la maçoneria i el comunisme va començar a realitzar amb major intensitat la seva activitat repressora, van aparèixer diversos documents on es demostrava que el doctor Alfonso havia estat membre de l'Ordre de l'Esquadra i el Compàs. El Tribunal li va obrir un expedient i va informar per escrit d'aquest fet a Col·legi de Metges de Madrid. Durant la seva estada a la presó va escriure el llibre La masonería española en presidio. El 9 de febrer de 1942 va ser jutjat per maçó pel Tribunal presidit pel general Saliquet. El judici va durar catorze minuts i es va celebrar a porta tancada, sense dret de defensa mitjançant assistència lletrada, ja que a la sala només hi havia el Tribunal i l'acusat. Durant el judici, el general Saliquet va preguntar al doctor Alfonso si es confessava i combregava. A continuació el fiscal va demanar setze anys de reclusió major en grau mitjà per no haver-se retractat ni reconciliat amb l'Església. Més endavant, el Consell de Ministres va reduir la condemna a sis anys. Va estar gairebé tres anys a la presó. Va sortir de la presó el gener de 1945.
Juntament amb altres maçons, Alfonso va recórrer diversos establiments penitenciaris, com la presó de Torrijos, la presó de Porlier, el Penal del Puerto de Santa María o la Presó Central de Burgos. En aquesta última, en la cel·la que ocupava el doctor Alfonso, es van celebrar reunions maçòniques d'alguns graus filosòfics del Ritu Escocès Antic i Acceptat. Només van poder accedir a aquestes reunions els mestres maçons elegits per cooptació. Es va establir com a requisit indispensable, que el mestre maçó no s'hagués retractat davant del Tribunal. A la Presó Central de Burgos, el Dr. Alfonso va reprendre la seva activitat maçònica i va ser iniciat, primer com a Mestre Secret, i temps després com Cavaller Rosa-Creu, del Ritu Escocès Antic i Acceptat. En sortir de la presó, "per indult parcial del Caudillo", va ser confinat durant sis mesos a la ciutat de Santiago de Compostel·la. El 18 de setembre de 1947 va sol·licitar autorització per a poder-se traslladar a Xile. Se li va concedir i va partir cap a Amèrica el 1948. Al continent americà va residir a diversos països durant dinou anys, va pronunciar més de set-centes conferències i durant tretze anys va ser professor de la Universitat de Puerto Rico a Rio Piedras. Va tornar a Espanya el 1966. Amb noranta-cinc anys, va morir el 1991.